# 2000年體育
2000年重要國際體育賽事包括：
- 第二十七屆夏季奧林匹克運動會：9月15日至10月1日於澳洲悉尼舉行

## 大事記

### 4月至6月
- 6月10日——第十一屆歐洲國家盃揭幕，賽事由荷蘭及比利時共同合辦。

### 7月至9月
- 9月15日－第二十七屆夏季奧林匹克運動會於澳洲悉尼揭幕。

### 10月至12月
- 11月19日——澳門格蘭披治大賽車發生嚴重意外，一輛賽車在練習期間衝出跑道並撞倒途人，造成1死3傷。

## 綜合運動會
- 9月15日至10月1日：夏季奧林匹克運動會

獎牌榜（只列出頭5名最佳成績隊伍）
| 名次 | 國家   | 金牌： | 银牌： | 铜牌： | 總數 |
| 1    | 美国   | 40     | 24     | 33     | 97   |
| 2    | 俄羅斯 | 32     | 28     | 28     | 88   |
| 3    | 中国   | 28     | 16     | 15     | 59   |
| 4    |        | 16     | 25     | 17     | 58   |
| 5    | 德国   | 13     | 17     | 26     | 56   |